# Lucihormetica luckae
La cucaracha gigante bioluminiscente (Lucihormetica luckae) es una especie de insecto blatodeo de la familia Blaberidae endémica del Ecuador. El único ejemplar conocido de este insecto, fue hallado en 1939 en las faldas del volcán Tungurahua, lamentablemente el sitio fue destruido cuando el volcán erupcionó en diciembre de 2010, por lo que posiblemente ya esté extinta.

## Mimetismo
Esta especie y otras del género Lucihormetica representan el único caso conocido de mimetismo por bioluminiscencia en animales terrestres. Como una serpiente común que simula ser una cascabel, los patrones bioluminiscentes de estas cucarachas son casi idénticos a los de los escarabajos elatéridos (como Pyrophorus noctilucus, entre otras especies) con quienes comparten hábitat. La luz de L. luckae se produce gracias a una bacteria simbiótica que vive en las depresiones del cuerpo de la cucaracha, sistema que representa la estructura con mayor especialización de todos los insectos bioluminiscentes conocidos. La bioluminiscencia toma la forma de tres puntos (dos grande, uno pequeño) en la parte dorsal de la cucaracha. Cada uno está lleno de estas bacterias. El efecto se intensifica por el hecho de que los puntos están cubiertos por una superficie reflectante, por lo que actúan en forma similar a los faros.